# Discografia di Nicki Minaj
La discografia di Nicki Minaj, rapper trinidadiana, consiste in cinque album in studio, tre mixtape, una raccolta, un box set e oltre centotrenta singoli, di cui oltre settanta realizzati in collaborazione con altri artisti.

## Album

### Album in studio
| Anno                                                         | Titolo e dettagli | Classifiche | Classifiche | Classifiche | Classifiche | Classifiche | Classifiche | Classifiche | Classifiche | Classifiche | Classifiche | Certificazioni                                             |
| Anno                                                         | Titolo e dettagli | AUS         | CAN         | FRA         | IRE         | NZL         | SWI         | UK          | USA         | USA R&B/HH  | USA Rap     | Certificazioni                                             |
| ------------------------------------------------------------ | --- | ----------- | ----------- | ----------- | ----------- | ----------- | ----------- | ----------- | ----------- | ----------- | ----------- | ---------------------------------------------------------- |
| 2010                                                         | Pink Friday - Pubblicato: 22 novembre 2010 - Etichetta: Young Money, Cash Money, Republic - Formati: CD, LP, download digitale, streaming              | 19          | 8           | 116         | 17          | 15          | —           | 16          | 1           | 1           | 1           | - USA: Platino (3) - AUS: Platino - UK: Platino            |
| 2012                                                         | Pink Friday: Roman Reloaded - Pubblicato: 2 aprile 2012 - Etichetta: Young Money, Cash Money, Republic - Formati: CD, LP, download digitale, streaming | 5           | 1           | 20          | 2           | 3           | 24          | 1           | 1           | 1           | 1           | - USA: Platino (2) - AUS: Oro - IRE: Platino - UK: Platino |
| 2014                                                         | The Pinkprint - Pubblicato: 12 dicembre 2014 - Etichetta: Young Money, Cash Money, Republic - Formati: CD, LP, download digitale, streaming            | 19          | 6           | 70          | 31          | 21          | 39          | 22          | 2           | 1           | 1           | - USA: Platino (2) - CAN: Platino (2) - UK: Oro            |
| 2018                                                         | Queen - Pubblicato: 10 agosto 2018 - Etichetta: Young Money, Cash Money, Republic - Formati: CD, LP, download digitale, streaming                      | 4           | 2           | 7           | 5           | 8           | 5           | 5           | 2           | 2           | 2           | - USA: Platino - CAN: Platino (2) - UK: Oro                |
| 2023                                                         | Pink Friday 2 - Pubblicato: 8 dicembre 2023 - Etichetta: Young Money, Republic - Formati: CD, LP, download digitale, streaming                         | 3           | 2           | 20          | 9           | 3           | 6           | 3           | 1           | 1           | 1           | - USA: Platino - UK: Argento                               |
| "—" indica una pubblicazione non classificata in quel paese. | |             |             |             |             |             |             |             |             |             |             |                                                            |

### Mixtape
| Anno                                                         | Titolo e dettagli | Classifiche | Classifiche | Classifiche | Classifiche | Classifiche | Classifiche | Classifiche | Classifiche | Classifiche | Classifiche |
| Anno                                                         | Titolo e dettagli | AUS         | CAN         | FRA         | IRE         | NZL         | SWI         | UK          | USA         | USA R&B/HH  | USA Rap     |
| ------------------------------------------------------------ | --- | ----------- | ----------- | ----------- | ----------- | ----------- | ----------- | ----------- | ----------- | ----------- | ----------- |
| 2007                                                         | Playtime Is Over - Pubblicato: 5 luglio 2007 - Etichetta: Dirty Money - Formati: CD, download digitale                                                  | —           | —           | —           | —           | —           | —           | —           | —           | —           | —           |
| 2008                                                         | Sucka Free - Pubblicato: 12 aprile 2008 - Etichetta: Young Money, Dirty Money - Formati: CD, download digitale                                          | —           | —           | —           | —           | —           | —           | —           | —           | 95          | —           |
| 2009                                                         | Beam Me Up Scotty - Pubblicato: 18 aprile 2009 - Etichetta: Young Money, Dirty Money, Aphilliates, Republic - Formati: CD, download digitale, streaming | 41          | 5           | 146         | 32          | 32          | 71          | 19          | 2           | 2           | 2           |
| "—" indica una pubblicazione non classificata in quel paese. | |             |             |             |             |             |             |             |             |             |             |

### Raccolte
| Anno | Titolo e dettagli | Classifiche | Classifiche | Classifiche | Classifiche | Classifiche | Classifiche | Classifiche | Classifiche | Classifiche | Certificazioni |
| Anno | Titolo e dettagli | AUS         | CAN         | FRA         | IRE         | NZL         | UK          | USA         | USA R&B/HH  | USA Rap     | Certificazioni |
| ---- | --- | ----------- | ----------- | ----------- | ----------- | ----------- | ----------- | ----------- | ----------- | ----------- | -------------- |
| 2022 | Queen Radio: Volume 1 - Pubblicato: 26 agosto 2022 - Etichetta: Young Money, Republic - Formati: Download digitale, streaming | 50          | 8           | 170         | 88          | 28          | 67          | 10          | 6           | 4           | - NZL: Oro     |

### Box set
| Anno | Titolo e dettagli |
| ---- | --- |
| 2012 | Pink Friday: Roman Reloaded - The Re-Up - Pubblicato: 19 novembre 2012 - Etichetta: Young Money, Cash Money, Republic - Formati: CD, DVD, download digitale, streaming |

## Singoli

### Come artista principale
| Anno                                                         | Titolo                                                                    | Classifiche | Classifiche | Classifiche | Classifiche | Classifiche | Classifiche | Classifiche | Classifiche | Classifiche | Classifiche | Album di provenienza                          |
| Anno                                                         | Titolo                                                                    | AUS         | CAN         | FRA         | IRE         | NZL         | SWI         | UK          | USA         | USA R&B/HH  | USA Rap     | Album di provenienza                          |
| ------------------------------------------------------------ | ------------------------------------------------------------------------- | ----------- | ----------- | ----------- | ----------- | ----------- | ----------- | ----------- | ----------- | ----------- | ----------- | --------------------------------------------- |
| 2010                                                         | Massive Attack (con Sean Garrett)                                         | —           | —           | —           | —           | —           | —           | —           | 122         | 65          | —           | /                                             |
| 2010                                                         | Your Love                                                                 | —           | 43          | —           | —           | —           | —           | 71          | 14          | 4           | 1           | Pink Friday                                   |
| 2010                                                         | Check It Out (con will.i.am)                                              | 21          | 14          | —           | 14          | —           | —           | 11          | 24          | 100         | 14          | Pink Friday                                   |
| 2010                                                         | Right Thru Me                                                             | —           | 60          | —           | —           | —           | —           | 71          | 26          | 4           | 3           | Pink Friday                                   |
| 2010                                                         | Moment 4 Life (con Drake)                                                 | —           | 27          | 65          | 37          | —           | —           | 22          | 13          | 1           | 1           | Pink Friday                                   |
| 2011                                                         | Super Bass                                                                | 6           | 6           | —           | 17          | 3           | 58          | 8           | 3           | 6           | 2           | Pink Friday                                   |
| 2011                                                         | Did It On'em                                                              | —           | —           | —           | —           | —           | —           | —           | 49          | 3           | 4           | Pink Friday                                   |
| 2011                                                         | Girls Fall like Dominoes                                                  | 99          | —           | —           | 28          | 13          | —           | 24          | —           | —           | —           | Pink Friday                                   |
| 2011                                                         | Fly (con Rihanna)                                                         | 18          | 55          | —           | 14          | 13          | —           | 16          | 13          | —           | 16          | Pink Friday                                   |
| 2012                                                         | Starships                                                                 | 2           | 4           | 5           | 2           | 2           | 5           | 2           | 5           | 85          | 10          | Pink Friday: Roman Reloaded                   |
| 2012                                                         | Right by My Side (con Chris Brown)                                        | —           | —           | 122         | —           | —           | —           | 70          | 51          | 21          | —           | Pink Friday: Roman Reloaded                   |
| 2012                                                         | Beez in the Trap (con 2 Chainz)                                           | —           | —           | —           | 74          | —           | —           | 131         | 48          | 7           | 7           | Pink Friday: Roman Reloaded                   |
| 2012                                                         | Pound the Alarm                                                           | 10          | 8           | 19          | 8           | 6           | 44          | 8           | 15          | 118         | —           | Pink Friday: Roman Reloaded                   |
| 2012                                                         | Va Va Voom                                                                | 36          | 18          | 54          | 13          | 20          | 47          | 20          | 22          | —           | —           | Pink Friday: Roman Reloaded                   |
| 2012                                                         | The Boys (con Cassie)                                                     | —           | —           | —           | 95          | —           | —           | 101         | 114         | 41          | —           | Pink Friday: Roman Reloaded - The Re-Up       |
| 2012                                                         | Freedom                                                                   | —           | —           | —           | —           | —           | —           | 107         | 104         | 31          | 23          | Pink Friday: Roman Reloaded - The Re-Up       |
| 2013                                                         | High School (con Lil Wayne)                                               | —           | 81          | 91          | 47          | —           | —           | 31          | 64          | 20          | 15          | Pink Friday: Roman Reloaded - The Re-Up       |
| 2014                                                         | Pills N Potions                                                           | 14          | 53          | 71          | 29          | 17          | —           | 31          | 24          | 7           | 2           | The Pinkprint                                 |
| 2014                                                         | Bang Bang (con Jessie J e Ariana Grande)                                  | 4           | 3           | 47          | 3           | 4           | 21          | 1           | 3           | —           | —           | Sweet Talker                                  |
| 2014                                                         | Anaconda                                                                  | 8           | 3           | 38          | 10          | 9           | 55          | 3           | 2           | 1           | 1           | The Pinkprint                                 |
| 2014                                                         | Only (con Drake, Lil Wayne e Chris Brown)                                 | 62          | 20          | 102         | —           | —           | —           | 35          | 12          | 1           | 1           | The Pinkprint                                 |
| 2014                                                         | Bed of Lies (con Skylar Grey)                                             | 7           | 41          | 134         | 56          | 13          | —           | 73          | 62          | 19          | 13          | The Pinkprint                                 |
| 2015                                                         | Truffle Butter (con Drake e Lil Wayne)                                    | —           | 43          | —           | —           | —           | —           | 188         | 14          | 4           | 2           | The Pinkprint                                 |
| 2015                                                         | The Night Is Still Young                                                  | —           | 40          | —           | 98          | —           | —           | —           | 31          | —           | 6           | The Pinkprint                                 |
| 2017                                                         | Make Love (con Gucci Mane)                                                | —           | —           | —           | —           | —           | —           | —           | 78          | 33          | 22          | Mr. Davis                                     |
| 2017                                                         | Changed It (con Lil Wayne)                                                | —           | —           | 116         | —           | —           | —           | —           | 71          | 29          | 18          | /                                             |
| 2017                                                         | No Frauds (con Drake e Lil Wayne)                                         | 58          | 25          | 43          | 71          | —           | 50          | 49          | 14          | 8           | 5           | /                                             |
| 2017                                                         | Regret in Your Tears                                                      | —           | 84          | 87          | —           | —           | —           | 69          | 61          | 26          | —           | /                                             |
| 2017                                                         | MotorSport (con i Migos e Cardi B)                                        | 74          | 12          | 72          | 79          | —           | 54          | 49          | 6           | 3           | 3           | Culture II                                    |
| 2018                                                         | Barbie Tingz                                                              | 41          | 21          | 58          | 58          | —           | —           | 31          | 25          | 17          | 13          | Queen                                         |
| 2018                                                         | Chun-Li                                                                   | 54          | 18          | 30          | 65          | —           | 99          | 26          | 10          | 7           | 6           | Queen                                         |
| 2018                                                         | Bed (con Ariana Grande)                                                   | 17          | 30          | 60          | 22          | 25          | 39          | 20          | 25          | 44          | 20          | Queen                                         |
| 2018                                                         | Barbie Dreams                                                             | 57          | 43          | —           | 41          | —           | —           | 36          | 18          | 13          | 11          | Queen                                         |
| 2018                                                         | Good Form (feat. Lil Wayne)                                               | —           | 46          | —           | 96          | —           | —           | —           | 60          | 29          | —           | Queen                                         |
| 2019                                                         | Baps (con Trina)                                                          | —           | —           | —           | —           | —           | —           | —           | —           | 63          | —           | The One                                       |
| 2019                                                         | Megatron                                                                  | 89          | 25          | —           | 56          | —           | —           | 34          | 20          | 11          | 9           | /                                             |
| 2019                                                         | Tusa (con Karol G)                                                        | —           | 98          | 6           | —           | —           | 8           | —           | 42          | —           | —           | KG0516                                        |
| 2020                                                         | Yikes                                                                     | —           | 54          | —           | 85          | —           | —           | 69          | 23          | 13          | 8           | /                                             |
| 2020                                                         | Trollz (con 6ix9ine)                                                      | 45          | 4           | 45          | 12          | —           | 8           | 12          | 1           | 1           | 1           | TattleTales                                   |
| 2020                                                         | What That Speed Bout (con Mike Will Made It e YoungBoy Never Broke Again) | —           | 76          | —           | —           | —           | —           | —           | 35          | 11          | 10          | Michael                                       |
| 2021                                                         | Seeing Green (con Drake e Lil Wayne)                                      | —           | 27          | —           | 54          | —           | —           | 42          | 12          | 8           | 6           | Beam Me Up Scotty                             |
| 2022                                                         | Do We Have a Problem? (con Lil Baby)                                      | —           | 14          | 193         | 48          | —           | 78          | 31          | 2           | 1           | 1           | Queen Radio: Volume 1                         |
| 2022                                                         | Bussin (con Lil Baby)                                                     | —           | 40          | —           | 89          | —           | —           | 70          | 20          | 5           | 4           | Queen Radio: Volume 1                         |
| 2022                                                         | Blick Blick (con Coi Leray)                                               | —           | 68          | —           | —           | —           | —           | —           | 37          | 10          | 8           | Trendsetter                                   |
| 2022                                                         | Super Freaky Girl                                                         | 1           | 8           | —           | 6           | 1           | 43          | 5           | 1           | 1           | 1           | Queen Radio: Volume 1 Pink Friday 2           |
| 2022                                                         | Love in the Way (con Yung Bleu)                                           | —           | —           | —           | —           | —           | —           | —           | 93          | 25          | —           | Tantra                                        |
| 2022                                                         | Tukoh Taka (con Maluma e Myriam Fares)                                    | —           | —           | —           | —           | —           | —           | —           | —           | —           | —           | FIFA World Cup Qatar 2022 Official Soundtrack |
| 2023                                                         | Red Ruby da Sleeze                                                        | —           | 46          | —           | 28          | —           | —           | 28          | 13          | 4           | —           | Pink Friday 2                                 |
| 2023                                                         | Alone (con Kim Petras)                                                    | —           | 72          | —           | 35          | —           | —           | 37          | 55          | —           | —           | Feed the Beast                                |
| 2023                                                         | Princess Diana (con Ice Spice)                                            | —           | 21          | 158         | 28          | 31          | —           | 22          | 4           | 2           | —           | Like..?                                       |
| 2023                                                         | Barbie World (con Ice Spice e gli Aqua)                                   | 3           | 7           | 16          | 6           | 3           | 8           | 4           | 7           | 2           | —           | Barbie: The Album                             |
| 2023                                                         | Last Time I Saw You                                                       | —           | 48          | —           | 67          | —           | —           | 46          | 23          | 6           | —           | Pink Friday 2                                 |
| 2024                                                         | Everybody (feat. Lil Uzi Vert)                                            | —           | 46          | —           | 30          | —           | —           | 26          | 24          | 5           | —           | Pink Friday 2                                 |
| 2024                                                         | FCTU                                                                      | —           | 23          | —           | 44          | 23          | —           | 40          | 15          | 6           | —           | Pink Friday 2                                 |
| 2024                                                         | Big Foot                                                                  | —           | 62          | —           | —           | —           | —           | 56          | 23          | 10          | —           | /                                             |
| 2024                                                         | AGATS2 (Insecure) (con Juice Wrld)                                        | —           | 100         | —           | 29          | —           | —           | 89          | 68          | 16          | 11          | The Party Never Ends                          |
| "—" indica una pubblicazione non classificata in quel paese. |                                                                           |             |             |             |             |             |             |             |             |             |             |                                               |

### Come artista ospite
| Anno                                                         | Titolo                                                                                             | Classifiche | Classifiche | Classifiche | Classifiche | Classifiche | Classifiche | Classifiche | Classifiche | Classifiche | Classifiche | Album di provenienza                               |
| Anno                                                         | Titolo                                                                                             | AUS         | CAN         | FRA         | IRE         | NZL         | SWI         | UK          | USA         | USA R&B/HH  | USA Rap     | Album di provenienza                               |
| ------------------------------------------------------------ | -------------------------------------------------------------------------------------------------- | ----------- | ----------- | ----------- | ----------- | ----------- | ----------- | ----------- | ----------- | ----------- | ----------- | -------------------------------------------------- |
| 2010                                                         | Up Out My Face (Mariah Carey feat. Nicki Minaj)                                                    | —           | —           | —           | —           | —           | —           | —           | 100         | 39          | —           | Memoirs of an Imperfect Angel                      |
| 2010                                                         | My Chick Bad (Ludacris feat. Nicki Minaj)                                                          | —           | —           | —           | —           | —           | —           | —           | 11          | 2           | 2           | Battle of the Sexes                                |
| 2010                                                         | Lil Freak (Usher feat. Nicki Minaj)                                                                | —           | —           | —           | —           | —           | —           | 109         | 40          | 8           | —           | Raymond v. Raymond                                 |
| 2010                                                         | Get It All (Sean Garrett feat. Nicki Minaj)                                                        | —           | —           | —           | —           | —           | —           | —           | —           | 83          | —           | The Inkwell                                        |
| 2010                                                         | Woohoo (Christina Aguilera feat. Nicki Minaj)                                                      | —           | 46          | —           | —           | —           | —           | 148         | 79          | —           | —           | Bionic                                             |
| 2010                                                         | Bottoms Up (Trey Songz feat. Nicki Minaj)                                                          | 74          | 34          | —           | —           | —           | —           | 71          | 6           | 2           | —           | Passion, Pain & Pleasure                           |
| 2010                                                         | 2012 (It Ain't the End) (Jay Sean feat. Nicki Minaj)                                               | 40          | 23          | —           | 44          | 9           | —           | 9           | 31          | —           | —           | Hit the Lights                                     |
| 2010                                                         | Letting Go (Dutty Love) (Sean Kingston feat. Nicki Minaj)                                          | 73          | 35          | —           | —           | 23          | —           | —           | 36          | 51          | —           | /                                                  |
| 2010                                                         | Monster (Kanye West feat. Jay-Z, Rick Ross, Nicki Minaj e Bon Iver)                                | 91          | 43          | —           | —           | —           | —           | 146         | 18          | 30          | 15          | My Beautiful Dark Twisted Fantasy                  |
| 2010                                                         | I Ain't Thru (Keyshia Cole feat. Nicki Minaj)                                                      | —           | —           | —           | —           | —           | —           | —           | 119         | 54          | —           | Calling All Hearts                                 |
| 2010                                                         | Raining Men (Rihanna feat. Nicki Minaj)                                                            | —           | —           | —           | —           | —           | —           | 142         | 111         | 48          | —           | Loud                                               |
| 2011                                                         | The Creep (The Lonely Island feat. Nicki Minaj)                                                    | —           | 90          | —           | —           | —           | —           | —           | 82          | —           | —           | Turtleneck & Chain                                 |
| 2011                                                         | Where Them Girls At (David Guetta feat. Flo Rida e Nicki Minaj)                                    | 6           | 3           | 4           | 5           | 6           | 3           | 3           | 14          | —           | 24          | Nothing but the Beat                               |
| 2011                                                         | Y.U. Mad (Birdman feat. Nicki Minaj e Lil Wayne)                                                   | —           | —           | —           | —           | —           | —           | —           | 68          | 46          | 25          | /                                                  |
| 2011                                                         | You the Boss (Rick Ross feat. Nicki Minaj)                                                         | —           | —           | —           | —           | —           | —           | —           | 62          | 5           | 10          | /                                                  |
| 2011                                                         | Fireball (Willow feat. Nicki Minaj)                                                                | —           | —           | —           | —           | —           | —           | —           | —           | 121         | —           | /                                                  |
| 2011                                                         | Make Me Proud (Drake feat. Nicki Minaj)                                                            | 95          | 25          | —           | —           | —           | —           | 49          | 9           | 1           | 1           | Take Care                                          |
| 2011                                                         | Dance (Ass) (Remix) (Big Sean feat. Nicki Minaj)                                                   | —           | 69          | —           | —           | —           | —           | —           | 10          | 3           | 2           | Finally Famous                                     |
| 2011                                                         | Turn Me On (David Guetta feat. Nicki Minaj)                                                        | 3           | 3           | 10          | 4           | 2           | 6           | 8           | 4           | 92          | —           | Nothing but the Beat                               |
| 2012                                                         | Give Me All Your Luvin' (Madonna feat. Nicki Minaj e M.I.A.)                                       | 25          | 1           | 3           | 11          | 29          | 6           | 37          | 10          | —           | —           | MDNA                                               |
| 2012                                                         | Take It to the Head (DJ Khaled feat. Chris Brown, Rick Ross, Nicki Minaj e Lil Wayne)              | —           | —           | —           | —           | —           | —           | 102         | 58          | 6           | 6           | Kiss the Ring                                      |
| 2012                                                         | Get Low (Waka Flocka Flame feat. Nicki Minaj, Tyga e Flo Rida)                                     | —           | 58          | —           | —           | —           | —           | —           | 72          | 67          | 22          | Triple F Life: Friends, Fans & Family              |
| 2012                                                         | Girl on Fire (Inferno Version) (Alicia Keys feat. Nicki Minaj)                                     | 12          | 6           | 5           | 11          | 7           | 5           | 5           | 11          | 2           | —           | Girl on Fire                                       |
| 2012                                                         | Out of My Mind (B.o.B feat. Nicki Minaj)                                                           | —           | —           | —           | —           | —           | —           | 166         | —           | —           | —           | Strange Clouds                                     |
| 2012                                                         | Beauty and a Beat (Justin Bieber feat. Nicki Minaj)                                                | 9           | 4           | 28          | 20          | 6           | 46          | 16          | 5           | —           | —           | Believe                                            |
| 2013                                                         | Freaks (French Montana feat. Nicki Minaj)                                                          | —           | —           | 140         | —           | —           | —           | 161         | 77          | 25          | 18          | Excuse My French                                   |
| 2013                                                         | Tapout (Rich Gang feat. Lil Wayne, Birdman, Mack Maine, Nicki Minaj e Future)                      | —           | —           | 134         | —           | —           | —           | —           | 44          | 10          | 8           | Rich Gang                                          |
| 2013                                                         | Tonight I'm Getting Over You (Carly Rae Jepsen feat. Nicki Minaj)                                  | 38          | 88          | 82          | 32          | 40          | —           | 33          | 90          | —           | —           | /                                                  |
| 2013                                                         | Somebody Else (Mario feat. Nicki Minaj)                                                            | —           | —           | —           | —           | —           | —           | —           | 104         | 36          | —           | /                                                  |
| 2013                                                         | I'm Out (Ciara feat. Nicki Minaj)                                                                  | 41          | 86          | 159         | —           | —           | —           | 54          | 44          | 13          | —           | Ciara                                              |
| 2013                                                         | Twerk It (Busta Rhymes feat. Nicki Minaj)                                                          | —           | —           | —           | —           | —           | —           | —           | —           | 54          | —           | /                                                  |
| 2013                                                         | Get like Me (Nelly feat. Nicki Minaj e Pharrell)                                                   | —           | —           | —           | 96          | —           | —           | 19          | 108         | 36          | —           | M.O.                                               |
| 2013                                                         | Love More (Chris Brown feat. Nicki Minaj)                                                          | 29          | —           | 118         | —           | —           | —           | 32          | 23          | 7           | —           | X                                                  |
| 2013                                                         | I Wanna Be with You (DJ Khaled feat. Nicki Minaj, Future e Rick Ross)                              | —           | —           | —           | —           | —           | —           | —           | 101         | 30          | 22          | Suffering from Success                             |
| 2013                                                         | Clappers (Wale feat. Nicki Minaj e Juicy J)                                                        | —           | —           | —           | —           | —           | —           | —           | 108         | 37          | —           | The Gifted                                         |
| 2014                                                         | Lookin Ass (Young Money feat. Nicki Minaj)                                                         | —           | —           | —           | —           | —           | —           | —           | 104         | 28          | 16          | Young Money: Rise of an Empire                     |
| 2014                                                         | She Came to Give It to You (Usher feat. Nicki Minaj)                                               | 32          | 56          | 38          | 76          | 74          | —           | 16          | 89          | 27          | —           | Hard II Love                                       |
| 2014                                                         | Low (Juicy J feat. Nicki Minaj, Lil Bibby e Young Thug)                                            | —           | —           | —           | —           | —           | —           | —           | —           | 46          | —           | /                                                  |
| 2014                                                         | Flawless (Remix) (Beyoncé feat. Nicki Minaj)                                                       | —           | 88          | 83          | 77          | —           | —           | 65          | 41          | 12          | —           | Beyoncé: Platinum Edition                          |
| 2014                                                         | Touchin, Lovin (Trey Songz feat. Nicki Minaj)                                                      | —           | —           | —           | —           | —           | —           | 79          | 43          | 12          | —           | Trigga                                             |
| 2014                                                         | Throw Sum Mo (Rae Sremmurd feat. Nicki Minaj e Young Thug)                                         | —           | —           | —           | —           | —           | —           | —           | 30          | 12          | 6           | SremmLife                                          |
| 2015                                                         | Hey Mama (David Guetta feat. Nicki Minaj, Bebe Rexha e Afrojack)                                   | 5           | 9           | 6           | 5           | 5           | 10          | 9           | 8           | —           | —           | Listen                                             |
| 2015                                                         | Bitch I'm Madonna (Madonna feat. Nicki Minaj)                                                      | —           | 58          | 90          | —           | —           | —           | 84          | —           | —           | —           | Rebel Heart                                        |
| 2015                                                         | All Eyes on You (Meek Mill feat. Chris Brown e Nicki Minaj)                                        | 51          | 40          | 186         | 76          | —           | —           | 55          | 21          | 8           | 5           | Dreams Worth More Than Money                       |
| 2015                                                         | Back Together (Robin Thicke feat. Nicki Minaj)                                                     | —           | —           | 144         | —           | —           | —           | —           | 125         | 41          | —           | /                                                  |
| 2016                                                         | Down in the DM (Remix) (Yo Gotti feat. Nicki Minaj)                                                | —           | 59          | —           | —           | —           | —           | —           | 13          | 3           | 2           | The Art of Hustle                                  |
| 2016                                                         | No Broken Hearts (Bebe Rexha feat. Nicki Minaj)                                                    | —           | 97          | —           | —           | —           | —           | —           | 109         | —           | —           | /                                                  |
| 2016                                                         | Don't Hurt Me (DJ Mustard feat. Nicki Minaj e Jeremih)                                             | 20          | —           | —           | —           | —           | —           | —           | —           | 59          | —           | Cold Summer                                        |
| 2016                                                         | Do You Mind (DJ Khaled feat. Nicki Minaj, Chris Brown, August Alsina, Jeremih, Future e Rick Ross) | 65          | 93          | 162         | —           | —           | —           | 65          | 27          | 9           | 7           | Major Key                                          |
| 2016                                                         | Side to Side (Ariana Grande feat. Nicki Minaj)                                                     | 3           | 4           | 66          | 5           | 2           | 21          | 4           | 4           | —           | —           | Dangerous Woman                                    |
| 2017                                                         | Run Up (Major Lazer feat. PartyNextDoor e Nicki Minaj)                                             | 27          | 20          | 16          | 25          | 14          | 25          | 20          | 66          | 26          | —           | Major Lazer Essentials                             |
| 2017                                                         | Swalla (Jason Derulo feat. Nicki Minaj e Ty Dolla Sign)                                            | 17          | 15          | 5           | 9           | 7           | 14          | 6           | 29          | —           | —           | /                                                  |
| 2017                                                         | Light My Body Up (David Guetta feat. Nicki Minaj e Lil Wayne)                                      | 29          | 62          | 16          | 85          | —           | 39          | 64          | 106         | —           | —           | /                                                  |
| 2017                                                         | Kissing Strangers (DNCE feat. Nicki Minaj)                                                         | 96          | 73          | —           | —           | —           | —           | —           | 103         | —           | —           | DNCE                                               |
| 2017                                                         | Swish Swish (Katy Perry feat. Nicki Minaj)                                                         | 22          | 13          | 24          | 28          | —           | 46          | 19          | 46          | —           | —           | Witness                                            |
| 2017                                                         | Rake It Up (Yo Gotti e Mike Will Made It feat. Nicki Minaj)                                        | —           | 52          | —           | —           | —           | —           | —           | 8           | 5           | 3           | Gotti Made-It                                      |
| 2017                                                         | You da Baddest (Future feat. Nicki Minaj)                                                          | —           | 53          | 95          | —           | —           | —           | —           | 38          | 19          | 14          | Hndrxx                                             |
| 2017                                                         | You Already Know (Fergie feat. Nicki Minaj)                                                        | 95          | —           | —           | —           | —           | —           | 96          | —           | —           | —           | Double Dutchess                                    |
| 2017                                                         | The Way Life Goes (Remix) (Lil Uzi Vert feat. Nicki Minaj)                                         | —           | 44          | —           | —           | —           | —           | 87          | 24          | 11          | 11          | /                                                  |
| 2018                                                         | Ball for Me (Post Malone feat. Nicki Minaj)                                                        | 14          | 7           | —           | 23          | —           | —           | 70          | 16          | 11          | 8           | Beerbongs & Bentleys                               |
| 2018                                                         | Big Bank (YG feat. 2 Chainz, Big Sean e Nicki Minaj)                                               | —           | 51          | —           | —           | —           | —           | —           | 16          | 13          | 10          | Stay Dangerous                                     |
| 2018                                                         | Fefe (6ix9ine feat. Nicki Minaj e Murda Beatz)                                                     | 8           | 3           | 49          | 21          | 3           | 10          | 17          | 3           | 3           | 3           | Dummy Boy e Queen                                  |
| 2018                                                         | Goodbye (Jason Derulo e David Guetta feat. Nicki Minaj e Willy William)                            | 33          | 68          | —           | 21          | —           | 50          | 26          | 107         | —           | —           | 7                                                  |
| 2018                                                         | Idol (BTS feat. Nicki Minaj)                                                                       | —           | 5           | 103         | —           | —           | 45          | —           | 11          | —           | —           | Love Yourself: Answer                              |
| 2018                                                         | Woman like Me (Little Mix feat. Nicki Minaj)                                                       | 23          | 60          | —           | 3           | 23          | 31          | 2           | 104         | —           | —           | LM5                                                |
| 2018                                                         | Dip (Tyga feat. Nicki Minaj)                                                                       | —           | 51          | —           | —           | —           | —           | 62          | 63          | 31          | —           | Legendary                                          |
| 2018                                                         | No Candle No Light (Zayn feat. Nicki Minaj)                                                        | 95          | —           | —           | —           | —           | —           | —           | —           | —           | —           | Icarus Falls                                       |
| 2019                                                         | Dumb Blonde (Avril Lavigne feat. Nicki Minaj)                                                      | —           | 92          | —           | —           | —           | —           | —           | —           | —           | —           | Head Above Water                                   |
| 2019                                                         | Wobble Up (Chris Brown feat. Nicki Minaj e G-Eazy)                                                 | —           | —           | —           | —           | —           | —           | —           | 103         | 46          | —           | Indigo                                             |
| 2019                                                         | Hot Girl Summer (Megan Thee Stallion feat. Nicki Minaj e Ty Dolla Sign)                            | 64          | 38          | —           | 51          | —           | —           | 40          | 11          | 7           | 5           | /                                                  |
| 2019                                                         | Welcome to the Party (Remix) (Pop Smoke feat. Nicki Minaj)                                         | —           | —           | —           | —           | —           | —           | —           | 105         | 48          | —           | Meet the Woo                                       |
| 2019                                                         | Ya Lil (Ramage feat. Nicki Minaj)                                                                  | —           | —           | —           | —           | —           | —           | —           | —           | —           | —           | Al Anesa Farah (Music from the Original TV Series) |
| 2020                                                         | Nice to Meet Ya (Meghan Trainor feat. Nicki Minaj)                                                 | —           | —           | —           | 88          | —           | —           | 88          | 89          | —           | —           | Treat Myself                                       |
| 2020                                                         | Say So (Remix) (Doja Cat feat. Nicki Minaj)                                                        | —           | 3           | —           | —           | —           | —           | —           | 1           | 1           | —           | /                                                  |
| 2020                                                         | Move Ya Hips (ASAP Ferg feat. Nicki Minaj e MadeinTYO)                                             | —           | 73          | —           | —           | —           | —           | —           | 19          | 8           | 6           | Floor Seats II                                     |
| 2020                                                         | Expensive (Ty Dolla Sign feat. Nicki Minaj)                                                        | —           | —           | —           | —           | —           | —           | —           | 83          | 27          | —           | Featuring Ty Dolla Sign                            |
| 2020                                                         | Oh My Gawd (Mr Eazi e Major Lazer feat. Nicki Minaj e K4mo)                                        | —           | —           | —           | —           | —           | —           | —           | —           | —           | —           | Music Is the Weapon                                |
| 2020                                                         | Whole Lotta Choppas (Remix) (Sada Baby feat. Nicki Minaj e Young Thug)                             | —           | 91          | —           | —           | —           | —           | —           | 35          | 12          | 11          | /                                                  |
| 2021                                                         | Whole Lotta Money (Remix) (Bia feat. Nicki Minaj)                                                  | —           | 42          | —           | —           | —           | —           | —           | 16          | 6           | 4           | For Certain                                        |
| 2021                                                         | Boyz (Jesy Nelson feat. Nicki Minaj)                                                               | —           | —           | —           | 16          | —           | —           | 4           | 113         | —           | —           | /                                                  |
| 2023                                                         | Endless Fashion (Lil Uzi Vert feat. Nicki Minaj)                                                   | —           | 39          | —           | —           | —           | —           | 75          | 20          | 9           | —           | Pink Tape                                          |
| "—" indica una pubblicazione non classificata in quel paese. | |             |             |             |             |             |             |             |             |             |             |                                                    |